# Ninurta
Ninurta (DNIN.UR.TA) a sumerek és akkádok nyelvén is azonos néven tisztelt ősi istenalak. Ősisége miatt szövevényes mondaköre alakult ki, több istennel azonosult, így a legrégebbi sumer időkben Ningírszu és Ninib, majd a későbabiloni időkben Nergal egyik alakjává vált. Lagasban Gírszu ura (Ningírszu), Nippurban a legfőbb istentriász tagja (Enlil és Ninlil mellett). Nippurban Ugallut, Lagasban Baut tisztelték feleségeként. A legelterjedtebb változat szerint Enlil és Ninhurszag elsőszülött fia, testvérei Ningirszu, Nanse és Níszaba. Névetimológiájának érdekessége a NIN szó, amely kifejezetten istennők megnevezésében szerepel általában, lévén jelentése: nő, asszony. A név másik része talán kapcsolatban van Uras nevével.
A köztes időkben a mezőgazdasági munkák istene (talán eredetileg napisten volt), gyógyító, aki a betegségeket okozó démonok hatalmát megtöri. Ninlil helyett a déli szél ura lett. Önálló istenalakok is keletkeztek megjelenési formáiból, mint a szárnyas oroszlán, Sédu.
Az asszírok idején népszerű maradt, négy uralkodó a nevébe is felvette (I. és II. Tukulti-Ninurta, Ninurta-apal-Ékur, Ninurta-Tukulti-Assur). Kalhuban külön temploma épült. A település mai neve Tell-Nimrud, talán innen ered a mitikus vadászkirály, Nimród neve is. Ninurta Assurral csaknem azonos tiszteletben részesült, miközben egyébként az asszíroknak is volt saját időjárásistenük Adad személyében. Adad tisztele is kimutatható már a legkorábbi időkben, hiszen az óasszír korban, az i. e. 19. században már asszír fejedelmek viselték a nevét.
A hurrik Asztabisz néven, a hettiták Zababa vagy Zamama olvasatú írásjelekkel írták, és Vurunkatte néven tisztelték. Ennek oka, hogy Ninurta jelképévé vált a sasfejű Zababa hadisten is. Az Ullikummi mítoszban kap szerepet. Itt az első, sikertelen támadásban a hetven isten harci szekereinek támadását vezeti.
A későbabiloni asztrológia megjelenésével a Szaturnusz bolygóhoz kapcsolták, a görögök Kronosszal azonosították, ezért a rómaiak Saturnusszal.

## Külső hivatkozások
- ETCSL website: Unicode version and ETCSL website: ASCII version
- Gateways to Babylon: ASCII English translation from the ETCSL website
- Gateways to Babylon: The Myth of Anzû
- Hymns to Ninurta ETCSL website: Unicode version and ETCSL website: ASCII version
- Gateways to Babylon: "Ninurta as the god of wisdom" by Amar Annus